# Joka päivä koko päivä
Joka päivä koko päivä è il quarto album di studio del rapper finlandese Elastinen, pubblicato dalla Rähinä Records il 26 aprile 2013.
L'album è entrato nella classifica finlandese alla 18ª settimana arrivando alla quarta posizione.
Dall'album sono stati estratti quattro singoli: il primo, Iisii venne pubblicato il 13 febbraio 2013 e il secondo Hallussa, assieme a Jontte Valosaari, venne pubblicato il 24 aprile 2013. Il terzo e il quarto singolo sono rispettivamente Kerrankin e Uus.

## Tracce
1. Ei vaihtoehtoi
2. Hallussa (feat. Jontte Valosaari)
3. Kunnon ukkoi (feat. Timo Pieni Huijaus)
4. Iisii
5. Kerrankin
6. Tie vie
7. Menisit jo (Ovet paukkuu 2)
8. Uuteen nousuun
9. Rikki
10. Turpa kii (feat. Andu)
11. Uus (feat. Lauri Mikkola)
12. Loppuviikko (feat. Uniikki, Timo Pieni Huijaus, Tasis e Spekti)
13. Painajaisia

## Classifica
| Classifica | Massima posizione |
| ---------- | ----------------- |
| Finlandia  | 4                 |